# Règle de dérivation des fonctions réciproques
 (signalé en mai 2025).
Si vous disposez d'ouvrages ou d'articles de référence ou si vous connaissez des sites web de qualité traitant du thème abordé ici, merci de compléter l'article en donnant les références utiles à sa vérifiabilité et en les liant à la section « Notes et références ».
- Archive Wikiwix
- Bing
- Cairn
- DuckDuckGo
- E. Universalis
- Gallica
- Google
- G. Books
- G. News
- G. Scholar
- Persée
- Qwant
- (zh) Baidu
- (ru) Yandex
- (wd) trouver des œuvres sur Wikidata

En analyse, la règle de dérivation des fonctions réciproques est une formule qui explicite la dérivée de la réciproque d'une fonction bijective et dérivable {\displaystyle f} en fonction de la dérivée de {\displaystyle f}. Autrement dit, si {\displaystyle f^{-1}} est la réciproque de {\displaystyle f} , et que {\displaystyle f^{-1}\left(y\right)=x} si et seulement si {\displaystyle f\left(x\right)=y}, alors dans la notation de Lagrange,
{\displaystyle \left[f^{-1}\right]'(a)={\frac {1}{f'\left(f^{-1}\left(a\right)\right)}}}.
Cette formule vaut dès lors que {\displaystyle f} est continue et injective sur un intervalle {\displaystyle I}, {\displaystyle f} étant dérivable en {\displaystyle f^{-1}\left(a\right)} ({\displaystyle \in I}) avec {\displaystyle f'\left(f^{-1}\left(a\right)\right)\neq 0} .

## Démonstration

### Démonstration analytique
Soient {\displaystyle f} et {\displaystyle f^{-1}}deux fonctions dérivables réciproques, avec {\displaystyle f^{-1}\left(x_{0}\right)=y_{0}}. Alors en appliquant la définition de la dérivée comme limite du taux d'accroissement, on déduit :
{\displaystyle {\begin{aligned}\left(f^{-1}\right)'\left(x_{0}\right)&=\lim _{x\to x_{0}}{\frac {f^{-1}\left(x\right)-f^{-1}\left(x_{0}\right)}{x-x_{0}}}\\[5pt]&=\lim _{x\to x_{0}}{\frac {f^{-1}\left(x\right)-f^{-1}\left(x_{0}\right)}{f\left(f^{-1}\left(x\right)\right)-f\left(f^{-1}\left(x_{0}\right)\right)}}.\end{aligned}}}
Or, {\displaystyle f^{-1}} est continue, donc {\displaystyle y} tend vers {\displaystyle y_{0}} lorsque {\displaystyle x} tend vers {\displaystyle x_{0}} :
{\displaystyle {\begin{aligned}\left(f^{-1}\right)'\left(x_{0}\right)&=\lim _{y\to y_{0}}{\frac {y-y_{0}}{f\left(y\right)-f\left(y_{0}\right)}}\\[5pt]&={\frac {1}{f'\left(y_{0}\right)}}\\[5pt]&={\frac {1}{f'\left(f^{-1}\left(x_{0}\right)\right)}}.\end{aligned}}}

### Démonstration par le théorème de dérivation des fonctions composées
Soient {\displaystyle f} et {\displaystyle f^{-1}}deux fonctions dérivables réciproques, on a alors :
{\displaystyle f\circ f^{-1}\left(x\right)=x\Rightarrow \left(f\circ f^{-1}\right)'(x)=1}.
Or, d'après le  théorème de dérivation des fonctions composées :
{\displaystyle \left(f\circ f^{-1}\right)'(x)=\left(f^{-1}\right)'(x)\times \left(f'\circ f^{-1}(x)\right)}.
Donc, en isolant {\displaystyle \left(f^{-1}\right)'\left(x\right)}, on déduit :
{\displaystyle \left(f^{-1}\right)'\left(x\right)={\frac {1}{f'\circ f^{-1}\left(x\right)}}}.
Il convient de préciser que cette "démonstration" n'est qu'un moyen mnémotechnique pour se souvenir de la formule et ne prouve pas la dérivabilité de {\displaystyle f^{-1}}, puisqu'on admet lors de l'utilisation de la formule des dérivées composées que {\displaystyle f^{-1}} est dérivable.